# Iguanodon

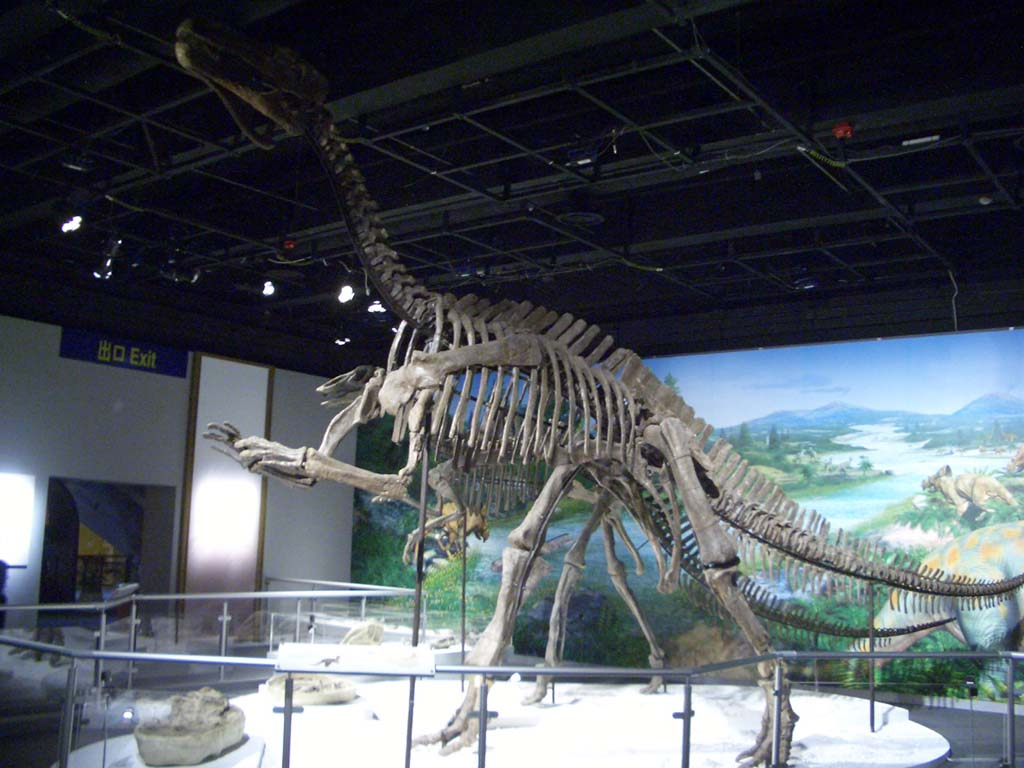
Iguanodon

Iguanodon - „dinte de iguana” - deține un loc foarte special la începuturile istoricului știintific al dinozaurilor. A fost numit astfel datorită unor dinți mari, care provin din zona Cuckfield din Sussex, din sudul Angliei de către Gideon Mantell, doctor de familie și amator de fosile în timpul liber, sau poate de către soția sa, Mary Ann. Dupa ce i-a consultat pe experți din acea vreme, printre care William Buckland și pe Georges Cuiver, Mantell a remarcat asemănarea dinților cu cei ai șopârlei actuale iguana, deși fosilele erau mult mai mari. În 1825, el a susținut ipoteza ca dinții de la o specie dispăruta cu mult timp în urmă de șopârlă ierbivoră, pe care a numit-o iguanodon. Astfel, iguanodon a fost al doilea dinozaur care a primit un nume științific, după megalosaurus, în 1824.